# Jacobyana
Jacobyana (лат.) — род жуков-листоедов (Chrysomelidae) из трибы земляные блошки (Alticini, Galerucinae). 10 видов. Юго-Восточная Азия (Вьетнам, Индия, Непал, Шри-Ланка) и Африка (в Афротропике 3 вида): ДРК (Конго), Малави, Зимбабве, ЮАР.

## Описание
Мелкие жуки (около 3 мм) буровато-чёрного цвета с телом овальной формы (почти полуокруглой). Обладают прыгательными задними ногами с утолщёнными бёдрами. Усики 11-члениковые (3-й сегмент короче первого). 3-й членик усиков почти равен по длине 4 и 5-му сегментам вместе взятым. Пронотум с щетинконосной порой около середины бокового края. Питаются растениями.

## Виды
- Jacobyana piceicollis Jacoby, 1889typus — Бирма
- Jacobyana nigrofasciata Chen, 1935 — Индия (Sikkim)
- Jacobyana naini Scherer, 1969 — Индия (Uttar Pradesh)[5]
- Jacobyana nepalica Medvedev, 1990) — Непал (Panchthar)[6]
- Jacobyana ovata Medvedev, 2001 — Шри-Ланка[7]
- Jacobyana flurinae Sprecher-Uebersax, 2002 — Индия[8]
- Jacobyana serainae Sprecher-Uebersax, 2002 — Индия[8]
- Jacobyana bezdeki Biondi & D’Alessandro, 2011 — Малави (Африка)[4]
- Jacobyana centrafricana Biondi & D’Alessandro, 2011 — Конго (ДРК)[4]
- Jacobyana sudafricana Biondi & D’Alessandro, 2011 — ЮАР[4]
- Другие виды